# IC 2426
IC 2426 ist eine linsenförmige Zwerggalaxie vom Hubble-Typ S0 im Sternbild Hydra südlich der Ekliptik. Sie ist schätzungsweise 168 Millionen Lichtjahre von der Milchstraße entfernt und hat einen Durchmesser von etwa 20.000 Lj. 

Im selben Himmelsareal befinden sich u. a. die Galaxien NGC 2713, NGC 2716, NGC 2723.
Das Objekt wurde am 23. März 1900 von Stéphane Javelle entdeckt.